# Abbazia di Pöhlde
L'abbazia di Pöhlde era un monastero premostratense (precedentemente benedettino) a Pöhlde, ora un piccolo villaggio e parte della città di Herzberg am Harz, nella Bassa Sassonia, in Germania. 

## Storia
Le terre di Pöhlde furono date in dote nel 927 circa alla regina Matilde dal marito, Enrico I l'Uccellatore. Questa è la prima testimonianza scritta sul luogo. 
Dedicata a San Giovanni Battista e San Servazio, l'abbazia fu fondata nel 952 da Matilde e ricevette generose dotazioni da suo figlio, l'imperatore Ottone I. L'abbazia beneficiava molto della sua stretta connessione con il palazzo imperiale allora situato sempre a Pöhlde, e per un certo periodo fu uno dei monasteri più ricchi della Germania. 
In origine era un'abbazia per canonici regolari, ma adottò la regola di San Benedetto nel 952. Nel 1131 entrò a far parte dell'ordine Premostratense. 
Nel 1200 la vecchia chiesa romanica fu distrutta da un incendio. Una nuova chiesa gotica fu consacrata nel 1240. 
Nel 1525 sia la chiesa che il monastero furono distrutti dai contadini di Eichsfeld durante la guerra dei contadini tedeschi. I monaci si trasferirono a Duderstadt. Nel 1533, durante la Riforma, il duca Filippo di Grubenhagen sciolse l'abbazia e ne rilevò la proprietà. 
Nel 1629 vi fu un breve tentativo di far rivivere l'abbazia, tentativo che però si concluse con un fallimento. Più tardi, con la Guerra dei Trent'anni, ciò che rimase sul sito fu completamente distrutto. Dopo il ritorno della pace, l'attuale chiesa del villaggio fu costruita sulle fondamenta della navata della chiesa abbaziale distrutta.

## L'attuale sito
Non sono rimaste tracce visibili dell'abbazia. Tra il 1971 e il 1974 i resti dell'abbazia furono scoperti durante gli scavi archeologici, ma per la loro migliore conservazione furono coperti di nuovo. I resti del palazzo, a cui gli edifici dell'abbazia erano collegati fisicamente, furono anch'essi scavati nello stesso periodo, ma furono anch'essi coperti di nuovo. 